# Plausibilidade biológica
Em epidemiologia e biomedicina, o termo plausibilidade biológica refere-se à proposição de uma relação causal que seja consistente com o conhecimento biológico e médico existente. 
A plausibilidade biológica é um componente de um método de raciocínio que pode estabelecer uma relação de causa e efeito entre um fator biológico e uma determinada doença ou evento adverso. Também é uma parte importante do processo de avaliar se uma terapia proposta (medicamento, vacina, procedimento cirúrgico etc.) tem benefício real para pacientes. Esse conceito aplica-se a muitos debates de assuntos controversos públicos. 
A plausibilidade biológica é um elemento essencial do contexto intelectual da epidemiologia. O termo originou-se do relatório Smoking and Health (1964), que tratava da causalidade de doenças relacionadas ao tabagismo. 

## Aplicações

### Doença e causalidade de eventos adversos
É geralmente aceito que, para ser considerada “causal”, a associação entre um fator biológico e uma doença (ou outro resultado ruim) deve ser biologicamente coerente. Ou seja, deve ser plausível e explicável biologicamente de acordo com os fatos conhecidos da história natural e da biologia da doença em questão. 

 Outros critérios importantes nas avaliações de causalidade de doenças e eventos adversos incluem consistência, força de associação, especificidade e uma relação temporal significativa. Estes são conhecidos coletivamente como os critérios de Bradford-Hill, após o grande epidemiologista inglês que os propôs em 1965. No entanto, o próprio Austin Bradford Hill enfatizou a "plausibilidade" entre os outros critérios: 
 Será útil se a causa que suspeitamos for biologicamente plausível. Mas estou convencido de que essa é uma característica que não podemos exigir. O que é biologicamente plausível depende do conhecimento biológico corrente. Para citar novamente minha Palestra memorial Alfred Watson [1962], não havia 
"... nenhum conhecimento biológico para apoiar (ou refutar) a observação de Pott no século XVIII do excesso de câncer nas chaminés. Foi a falta de conhecimento biológico no século XIX que levou um ensaísta premiado a escrever sobre o valor e a falácia da estatística para concluir, entre outras associações “absurdas”, que 'não poderia ser mais ridículo, para o estranho que passou a noite no leme de um navio emigrante, atribuir o tifo, que ele lá contraiu, aos vermes com os quais os corpos dos doentes poderiam ser infectados'. E chegando a tempos mais próximos, no século XX não havia conhecimento biológico para apoiar as evidências contra a rubéola".

 Em suma, a associação que observamos pode nova para a ciência ou a medicina, e não devemos despreocupadamente descartá-la simplesmente como estranha demais. Como Sherlock Holmes aconselhou o Dr. Watson, "quando você eliminar o impossível, tudo o que resta, por mais improvável que seja, deve ser a verdade".  

### Resultados de tratamentos
A pesquisa preliminar que leva a um ensaio clínico randomizado (ECR) de um medicamento ou biofármaco é denominada "construção da plausibilidade", que envolve a coleta e análise de dados bioquímicos, de tecidos ou de animais que podem apontar para um mecanismo de ação ou demonstrar o efeito biológico desejado. Diz-se que então que esse processo confere plausibilidade biológica a esse efeito ou ação. Como ECRs grandes e com conclusões definitivas são extremamente caros e exigem muito trabalho, acredita-se que apenas terapias suficientemente promissoras mereçam ter confirmação final (ou refutação) através deles. 
Diferentemente da plausibilidade biológica, a plausibilidade clínica só é conferida através de dados clínicos de estudos epidemiológicos, relatos de casos, séries de casos e  ensaios clínicos pequenos, formais abertos ou controlados. De acordo com os critérios mais estritos, uma terapia é suficientemente cientificamente plausível para merecer o tempo e as despesas dos testes definitivos apenas se for biologicamente ou clinicamente plausível. Observou-se que, apesar de sua importância, falta plausibilidade biológica para a maioria das terapias complementares e alternativas.
1. ↑  «History of the Surgeon General's Report on Smoking and Health | CDC». www.cdc.gov (em inglês). 17 de dezembro de 2019. Consultado em 18 de fevereiro de 2020
2. ↑  Hill, Austin Bradford (1965), “The Environment and Disease: Association or Causation?”, Proceedings of the Royal Society of Medicine, 58, 295-300.
3. ↑  Hoffer, L. John (2003), “Complementary or alternative medicine: the need for plausibility”, Canadian Medical Association Journal; 168 (2) [January 21 issue].
4. ↑  Hoffer, Op. cit.